# Real Madrid Club de Fútbol 1978-1979
Questa voce raccoglie le informazioni riguardanti il Real Madrid Club de Fútbol nelle competizioni ufficiali della stagione 1978-1979.

## Rosa
| N. |                           | Ruolo | Calciatore            |
| -- | ------------------------- | ----- | --------------------- |
|    | Spagna (bandiera)         | P     | Miguel Ángel González |
|    | Spagna (bandiera)         | P     | Javier Maté           |
|    | Spagna (bandiera)         | P     | Mariano García Remón  |
|    | Spagna (bandiera)         | D     | Juan Cruz Sol         |
|    | Spagna (bandiera)         | D     | Isidoro San José      |
|    | Spagna (bandiera)         | D     | Rafael García Cortés  |
|    | Argentina (bandiera)      | D     | Enrique Wolff         |
|    | Spagna (bandiera)         | D     | Andrés Sabido         |
|    | Spagna (bandiera)         | D     | Ángel Pérez García    |
|    | Spagna (bandiera)         | D     | José Antonio Camacho  |
|    | Spagna (bandiera)         | D     | Gregorio Benito       |
|    | Spagna (bandiera)         | C     | Alberto Vitoria       |
|    | Germania Ovest (bandiera) | C     | Uli Stielike          |

| N. |                      | Ruolo | Calciatore                      |
| -- | -------------------- | ----- | ------------------------------- |
|    | Spagna (bandiera)    | C     | Pirri                           |
|    | Spagna (bandiera)    | C     | Francisco García Hernández      |
|    | Spagna (bandiera)    | C     | Carlos Enrique Escribano Gracia |
|    | Spagna (bandiera)    | C     | Vicente del Bosque              |
|    | Spagna (bandiera)    | A     | Santillana                      |
|    | Spagna (bandiera)    | A     | Roberto Martínez                |
|    | Spagna (bandiera)    | A     | Hipólito Rincón                 |
|    | Spagna (bandiera)    | A     | Juanito                         |
|    | Danimarca (bandiera) | A     | Henning Jensen                  |
|    | Spagna (bandiera)    | A     | Isidro Díaz González            |
|    | Argentina (bandiera) | A     | Carlos Guerini                  |
|    | Spagna (bandiera)    | A     | Francisco Javier Aguilar        |